# Iiyama (Unternehmen)
Iiyama Corporation (japanisch 株式会社イーヤマ, Kabushiki-gaisha īyama), Eigenschreibweise iiyama, wurde 1972 in Nagano (Japan) als Hersteller von Kathodenstrahlmonitoren gegründet. Heute werden Flachbildschirme für den Einsatz vorzugsweise im Profibereich und in der Medizintechnik angeboten. Das Unternehmen hat weltweit etwa 1000 Mitarbeiter, davon rund 30 in Deutschland. 2006 wurde Iiyama von der japanischen MCJ Group übernommen. Seit 2008 gehört Iiyama zu Mouse Computer, einem Tochterunternehmen von MCJ. Der Hauptsitz von Iiyama befindet sich heute in Chūō (Tokio), Iiyama International befindet sich in Hoofddorp (Niederlande).